# ロバート・C・プリム
ロバート・クレイ・プリム（Robert Clay Prim、1921年 - ）は、アメリカの数学者で計算機科学者。テキサス州スウィートウォーター生まれ。

## 人物・来歴
1941年、プリンストン大学で電気工学の学士号を取得。1949年、同大学で数学の博士号を取得。1948年から1949年まで研究助手として同大学に勤務。
第二次世界大戦が最も激しかった時期（1941年から1944年）、ゼネラル・エレクトリックで技術者として働いた。1944年から1949年までアメリカ海軍の研究所に雇われ、当初は技術者としてだったが、後に数学者として勤務した。1958年から1961年まで、ベル研究所で数学研究部門の管理職として働いた。そこでプリム法を開発している。ベル研究所を辞めた後、サンディア国立研究所の研究担当副所長となった。

## 研究
ベル研究所では、同僚のジョゼフ・クラスカルと共に重み付きグラフでの最小全域木を探索する2種類のアルゴリズムを開発した（クラスカル法、プリム法）。この問題はコンピュータネットワーク設計の基本的な障害であった。自身の名を冠したプリム法は実のところ、1930年に数学者ヴォイチェフ・ヤルニクが発見し、1957年にプリムが再発見したものである。さらに1959年にはエドガー・ダイクストラが再発見している（ダイクストラ法）。そのため、「DJP法」、「ヤルニク法」とも呼ぶ。